# معروف إسكافي القاهرة
معروف اسكافي القاهرة (بالفرنسية: Mârouf, savetier du Caire)‏، أوبرا كوميدية للمؤلف الموسيقي الفرنسي هنري رابو [الإنجليزية]. كتبها لوسيان نپوتي، متقبسة من إحدى قصص ألف ليلة وليلة. عرضت الاوبرا لأول مرة في اوبرا كوميك، باريس، في 15 مايو 1914. وحققت الاوپرا نجاحاً كبيراً لاستخدامها اللون الفني الشرقي. عرضت لأول مرة في الولايات المتحدة في اوبرا متروبوليتان، 19 ديسمبر 1917، ولعب جوسبه ده لوتشا دور البطولة، فرانسس ألدا في دور الأميرة شمس الدين، وبيير مونتو قائداً للاوركسترا.

## الأدوار

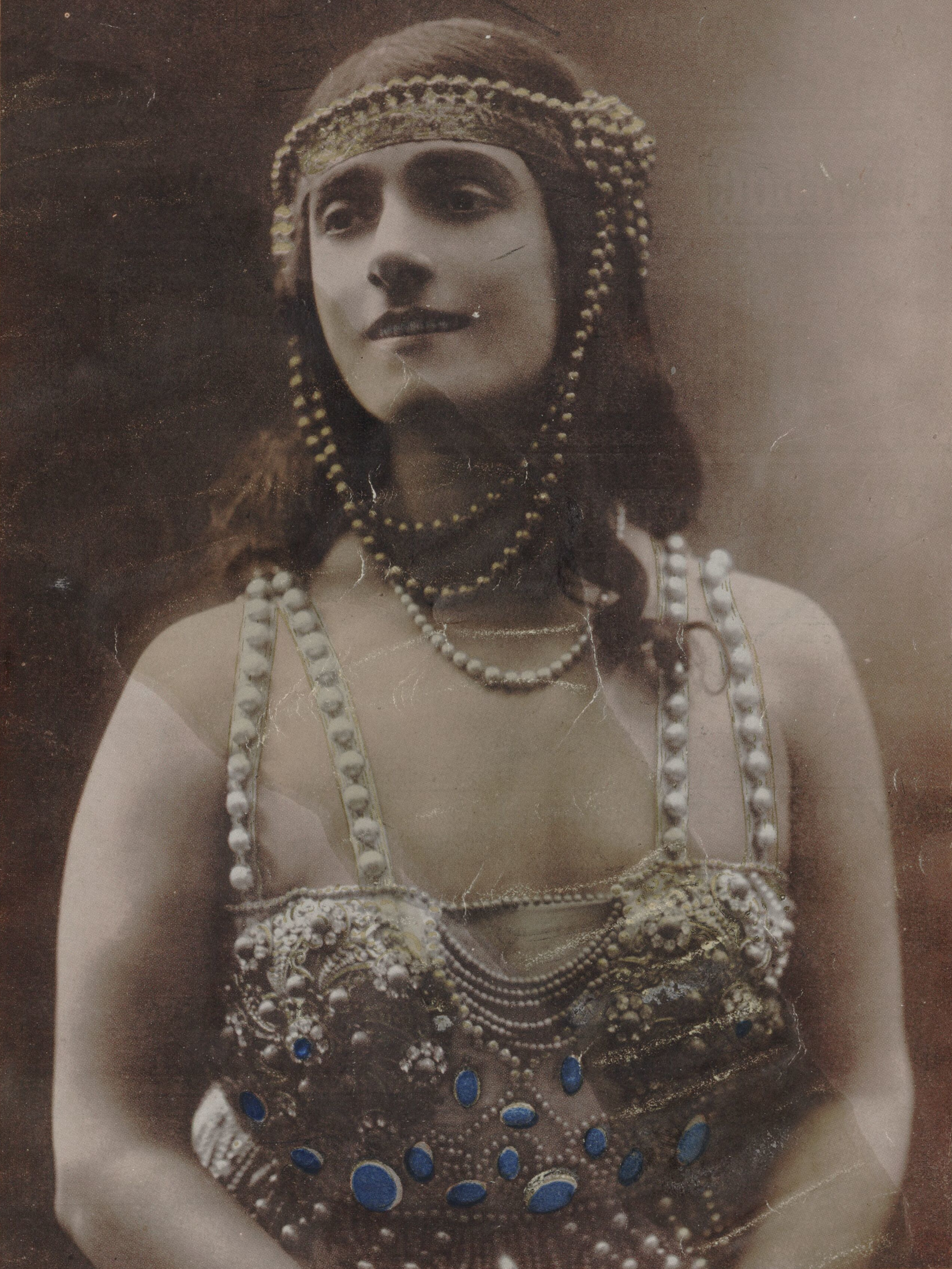
مارثه دافلي في دور الأميرة شمس الدين.

| الدور             | نوع الصوت | فريق العرض الأول المايسترو: فرانسوا رولمان |
| ----------------- | --------- | ------------------------------------------ |
| معروف             | باريتون   | جين بيير                                   |
| الأميرة شمس الدين | سوبرانو   | مارثه داڤلي                                |
| فطومة             | سوبرانو   | جين تيفان                                  |
| سلطان خياتان      | باس       | فليكس فويل                                 |
| كبير الوزراء      | باس       | دلفوي                                      |
| علي               | باس       | دانيل فيغنو                                |

## قصة الأوبرا
قرر معروف الإسكافي الانضمام إلى مجموعة بحارة والسفر إلى خياتان، حيث ادعى أنه تاجر غني وينظر وصول قافلته. أعجب السلطان به وعرض عليه الزواج من ابنته الأميرة "شمس الدين". اكتشفت خدعة معروف وفر برفقة الأميرة، التي وقعت في غرامه. عثر معروف والأميرة على خاتم سحري، أعطى معروف إمكانية التحكم في الساحر. حقق الساحر لمعروف أمنيته بامتلاكه قافلة وأصبحت كذبته حقيقة. عاد معروف لاسترضاء السلطان، الذي عفى عنه وسمح له بالزواج من الأميرة "شمس الدين".